# Ninety : Art des années 90
 (août 2025).
Si vous disposez d'ouvrages ou d'articles de référence ou si vous connaissez des sites web de qualité traitant du thème abordé ici, merci de compléter l'article en donnant les références utiles à sa vérifiabilité et en les liant à la section « Notes et références ».
 (août 2025).
 (août 2025).
La mise en forme du texte ne suit pas les recommandations de Wikipédia : il faut le « wikifier ».
Les points d'amélioration suivants sont les cas les plus fréquents :
- Les titres sont pré-formatés par le logiciel. Ils ne sont ni en capitales, ni en gras.
- Le texte ne doit pas être écrit en capitales (les noms de famille non plus), ni en gras, ni en italique, ni en « petit »…
- Le gras n'est utilisé que pour surligner le titre de l'article dans l'introduction, une seule fois.
- L'italique est rarement utilisé : mots en langue étrangère, titres d'œuvres, noms de bateaux, etc.
- Les citations ne sont pas en italique mais en corps de texte normal. Elles sont entourées par des guillemets français : « et ».
- Les listes à puces sont à éviter, des paragraphes rédigés étant largement préférés. Les tableaux sont à réserver à la présentation de données structurées (résultats, etc.).
- Les appels de note de bas de page (petits chiffres en exposant, introduits par l'outil «  Source ») sont à placer entre la fin de phrase et le point final[comme ça].
- Les liens internes (vers d'autres articles de Wikipédia) sont à choisir avec parcimonie. Créez des liens vers des articles approfondissant le sujet. Les termes génériques sans rapport avec le sujet sont à éviter, ainsi que les répétitions de liens vers un même terme.
- Les liens externes sont à placer uniquement dans une section « Liens externes », à la fin de l'article. Ces liens sont à choisir avec parcimonie suivant les règles définies. Si un lien sert de source à l'article, son insertion dans le texte est à faire par les notes de bas de page.
- La présentation des références doit suivre les conventions bibliographiques. Il est recommandé d'utiliser les modèles {{Ouvrage}}, {{Chapitre}}, {{Article}}, {{Lien web}} et/ou {{Bibliographie}}. Le mode d'édition visuel peut mettre en forme automatiquement les références.
- Insérer une infobox (cadre d'informations à droite) n'est pas obligatoire pour parachever la mise en page.

Pour une aide détaillée, merci de consulter Aide:Wikification.
Si vous pensez que ces points ont été résolus, vous pouvez retirer ce bandeau et améliorer la mise en forme d'un autre article.
Ninety : Art des années 90 est une revue bimestrielle consacrée à l’art contemporain, publiée de 1990 à 2000. Elle propose des articles en français et en anglais.

## Présentation
Directeur de publication : Jean-Luc Flohic

Rédactrice en chef : Catherine Flohic

Jean-Luc Chalumeau est le conseiller artistique des revues *Eighty* et *Ninety* de 1983 à 1996.

Les artistes invités aux numéros sont en majorité des figures reconnues du monde de l'art et de nombreux critiques d'art participent aux numéros selon les artistes, tels que Olivier Kaeppelin, Daniel Dobbels, Nicolas Bourriaud, Éric Troncy.
La revue est éditée par Eighty Magazine Sarl, immatriculée au Registre du Commerce sous le numéro 328.648.035, et reconnue par la Commission paritaire des publications et agences de presse sous le numéro 66071. Elle est distribuée par Flohic Éditions.
Ninety est la suite de la revue Eighty Magazine / Revue d’Art,, active de 1984 à 1990, et qui se concentre sur l’art pictural français de cette décennie.
Sur le même modèle que Eighty, la revue se distingue par une présentation soignée, avec de nombreuses reproductions en couleur, et aborde divers aspects de l’œuvre des artistes, incluant des entretiens, des analyses et des études critiques.
Ninety précède la revue Twenty one : art du nouveau millenium (2001).

## Organisation des numéros
Ninety est une revue consacrée à l’art contemporain des années 1990. Chaque numéro comporte une section sur l’actualité artistique, suivie de dossiers présentant deux artistes. Chaque dossier inclut environ une douzaine de pages illustrées de photographies des œuvres, un texte de Catherine Flohic, une critique d’un intervenant invité et une notice biographique. La couverture est partagée entre les deux artistes, l’un au recto et l’autre au verso.
Par exemple, le **premier numéro (1990)** réunit deux dossiers symétriquement constitués : Antoni Tàpies et Bernd et Hilla Becher, avec textes de Catherine Flohic et Jean-Luc Chalumeau, de nombreuses illustrations en noir et en couleur, des planches en pleine page et des entretiens sur des événements comme les foires internationales d’art contemporain.
Le **numéro 17 (1995)** présente Eric Fischl et Pascal Simonet, avec textes de Catherine Flohic, reproductions en noir et blanc et en couleur, ainsi que des entretiens sur des événements artistiques.
Ces numéros constituent aujourd’hui une collection de référence sur l’art des années 1990,,.

## Liste des numéros
Cette liste des numéros de la revue *Ninety* est encore en cours de complétion. Les informations sur certains numéros, artistes et contributeurs sont susceptibles d’être enrichies. Vos contributions sont les bienvenues.

| Ninety      | Année | Artistes                                  | Textes & Critiques                                           | ISBN-13/ Num‑OCLC (WorldCat) | ISBN-10/ (WorldCat) | Éditeurs / Librairies                |
| ----------- | ----- | ----------------------------------------- | ------------------------------------------------------------ | ---------------------------- | ------------------- | ------------------------------------ |
| Ninety n°1  | 1990  | Antoni Tapies Bernd et Hilla Becher       | Catherine Flohic Jean-Luc Chalumeau                          | Num-OCLC 77115284            | ..                  | rakuten                              |
| Ninety n°2  | 1990  | Enzo Cucchi Rob Scholte (en)              | ..                                                           | ISBN 9782908787023           | ISBN 2908787024     | livre-rare-book                      |
| Ninety n°3  | 1991  | Sigmar Polke Doug and Mike Starn (en)     | ..                                                           | ISBN 9782908787023           | ISBN 2908787024     | livre-rare-book                      |
| Ninety n°4  | 1991  | Philippe Favier Peter Howson              | ..                                                           | Num-OCLC 77115197            | ..                  | rakuten                              |
| Ninety n°5  | 1991  | David Salle Frédérique Lucien             | ..                                                           | Num-OCLC 77115198            | ..                  | rakuten                              |
| Ninety n°6  | 1991  | Miquel Barceló Jacques Charlier           | ..                                                           | Num-OCLC 493335118           | ..                  | FNAC                                 |
| Ninety n°7  | 1992  | Gérard Garouste Bertrand Lavier           | ..                                                           | Num-OCLC 867843758           | ..                  | bibliotheque caenlamer               |
| Ninety n°8  | 1992  | Mimmo Paladino Elisabeth Dugne            | Ferrandi Marie Paule - Catherine Flohic - Jean-Luc Chalumeau | ISBN 9782908787085           | ISBN 2908787083     | rakuten                              |
| Ninety n°9  | 1992  | Sophie Calle Jiri Georg Dokoupil          | Catherine Flohic Jean-Luc Chalumeau                          | ISBN 978-2908787092          | ISBN 2908787091     | abebooks                             |
| Ninety n°10 | 1993  | Joan Mitchell                             | Catherine Flohic                                             | ISBN 9782908787108           | ISBN 2908787105     | chasse-aux-livres                    |
| Ninety n°11 | 1993  | James Brown (artiste) Damien Cabanes      | Catherine Flohic                                             | ISBN 9782908787122           | ISBN 2908787121     | bibliotheque caenlamer               |
| Ninety n°12 | 1993  | Eugène Leroy Françoise Vergier            | Catherine Flohic Jean-Luc Chalumeau                          | ISBN 978-2908787139          | ISBN 290878713X     | ..                                   |
| Ninety n°13 | 1994  | Markus Lüpertz Fabrice Hybert             | ..                                                           | ISBN 9782908787146           | ISBN 2908787148     | ebay                                 |
| Ninety n°14 | 1994  | Jean-Pierre Raynaud Carole Benzaken       | Catherine Flohic                                             | ISBN 9782908787153           | ISBN 2908787156     | livre-rare-book                      |
| Ninety n°15 | 1994  | Louise Bourgeois (plasticienne)           | Catherine Flohic Daniel Dobbels                              | ISBN 9782908787160           | ISBN 2908787164     | abebooks                             |
| Ninety n°16 | 1995  | Francesco Clemente Georges Touzenis       | Catherine Flohic                                             | ISBN 9782908787177           | ISBN 2908787172     | bibliotheques caenlamer              |
| Ninety n°17 | 1995  | Eric Fischl Pascal Simonet                | Catherine Flohic Daniel Abadie Jean-Luc Chalumeau            | ISBN 9782908787184           | ISBN 2908787180     | bibliotheques caenlamer              |
| Ninety n°18 | 1995  | Ilya Kabakov Max Neumann                  | Catherine Flohic                                             | ISBN 9782908787191           | ISBN 2908787199     | bibliotheques caenlamer              |
| Ninety n°19 | 1995  | Cy Twombly Pascal Convert                 | ..                                                           | ..                           | ..                  | Bibliotheque Beaux-Arts de Marseille |
| Ninety n°20 | 1996  | Jean Le Gac Myung-Ok Han                  | Catherine Flohic Agathe Rondinella Olivier Kaeppelin         | ISBN 9782908787238           | ISBN 2908787237     | bibliotheque caenlamer               |
| Ninety n°21 | 1996  | Jean-Pierre Pincemin Jean-Michel Othoniel | Catherine Flohic                                             | ISBN 9782908787245           | ISBN 2908787245     | ..                                   |
| Ninety n°22 | 1996  | Philippe Cognée Tony Cragg                | Catherine Flohic                                             | ISBN 9782908787252           | ISBN 2908787253     | ..                                   |
| Ninety n°23 | 1997  | Roman Opalka Sylvie Blocher               | Catherine Flohic                                             | ISBN 9782908787269           | ISBN 2908787261     | ..                                   |
| Ninety n°24 | 1997  | Georg Baselitz Marc Couturier             | Catherine Flohic                                             | ISBN 9782908787276           | ISBN 290878727X     | ..                                   |
| Ninety n°25 | 1997  | Rebecca Horn Yan Pei-Ming                 | Catherine Flohic                                             | ISBN 9782908787283           | ISBN 2908787288     | ..                                   |
| Ninety n°26 | 1998  | Ernest Pignon-Ernest Franck Chalendard    | ..                                                           | Num-OCLC 493831062           | ..                  | mediatheques.evreux                  |
| Ninety n°27 | 1998  | José María Sicilia (en) Cornelia Parker   | ..                                                           | ISBN 9782908787405           | ISBN 2908787407     | mediatheques.evreux                  |
| Ninety n°28 | 1998  | Luc Tuymans Gilles Barbier                | ..                                                           | ISBN 9782908787412           | ISBN 2908787415     | rakuten                              |
| Ninety n°29 | 1998  | Gerhard Richter Lee Mingwei               | ..                                                           | Num-OCLC 493838357           | ..                  | bibliotheques caenlamer              |
| Ninety n°30 | 1998  | Georges Rousse Rirkrit Tiravanija         | ..                                                           | ..                           | ..                  | Bibliotheque Beaux-Arts de Marseille |
| Ninety n°31 | 1999  | Gilbert & George Rachel Whiteread         | ..                                                           | ISBN 9782908787443           | ISBN 290878744X     | ..                                   |
| Ninety n°32 | 1999  | Marlene Dumas Marie-Ange Guilleminot      | Catherine Flohic Dominic van den Boogerd (en)                | ISBN 9782908787450           | ISBN 2908787458     | ..                                   |
| Ninety n°33 | 1999  | Marina Abramovic Patrick Corillon         | Catherine Flohic Nicolas Bourriaud Denys Zacharopoulos (en)  | Num-OCLC 959137509           | ..                  | ..                                   |
| Ninety n°34 | 1999  | Michelangelo Pistoletto Djamel Tatah      | ..                                                           | ISBN 9782908787474           | ISBN 2908787474     | bibliotheques caenlamer              |
| Ninety n°35 | 2000  | jean-Marc Bustamante Mariko Mori          | ..                                                           | ISBN 9782908787481           | ISBN 2908787482     | abebooks                             |
| Ninety n°36 | 2000  | Gloria Friedmann Valérie Favre            | Catherine Flohic Éric Troncy                                 | ISBN 9782908787498           | ISBN 2908787490     | rakuten                              |